# Маган (Амурская область)
Маган — упразднённый посёлок в Зейском районе Амурской области России. Исключен из учётных данных в 1974 году.

## География
Посёлок располагался на правом берегу реки Унья в месте впадения в неё реки Маган, на расстоянии примерно 60 километров (по прямой) к востоку поселка Огорон.

## История
Возник как золотопромышленный прииск.
Решением Амурского исполкома от 7 июня 1974 года № 253, посёлок Маган исключен из учётных данных как несуществующий.